# 디지털 기회 지수
디지털 기회 지수(Digital Opportunity Index)는 유엔이 발행하는 국제 통용의 정보 커뮤니케이션 기술(ICT) 지수이다.

## 2007년 상위 25개 국가
| 순위 | 국가           | 점수        |
| ---- | -------------- | ----------- |
| 1    | 대한민국       | 0.80 (만점) |
| 2    | 일본           | 0.77        |
| 3    | 덴마크         | 0.76        |
| 4    | 아이슬란드     | 0.74        |
| 5    | 싱가포르       | 0.72        |
| 6    | 네덜란드       | 0.71        |
| 7    | 대만           | 0.71        |
| 8    | 홍콩           | 0.70        |
| 9    | 스웨덴         | 0.70        |
| 10   | 영국           | 0.69        |
| 11   | 핀란드         | 0.69        |
| 12   | 노르웨이       | 0.69        |
| 13   | 룩셈부르크     | 0.69        |
| 14   | 이스라엘       | 0.69        |
| 15   | 마카오         | 0.69        |
| 16   | 스위스         | 0.69        |
| 17   | 캐나다         | 0.67        |
| 18   | 오스트리아     | 0.67        |
| 19   | 독일           | 0.66        |
| 20   | 미국           | 0.66        |
| 21   | 스페인         | 0.65        |
| 22   | 오스트레일리아 | 0.65        |
| 23   | 벨기에         | 0.65        |
| 24   | 에스토니아     | 0.65        |
| 25   | 뉴질랜드       | 0.65        |